# Synagoge (Kronberg im Taunus)

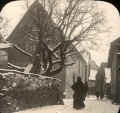
Ehemalige Synagoge in Kronberg im Taunus

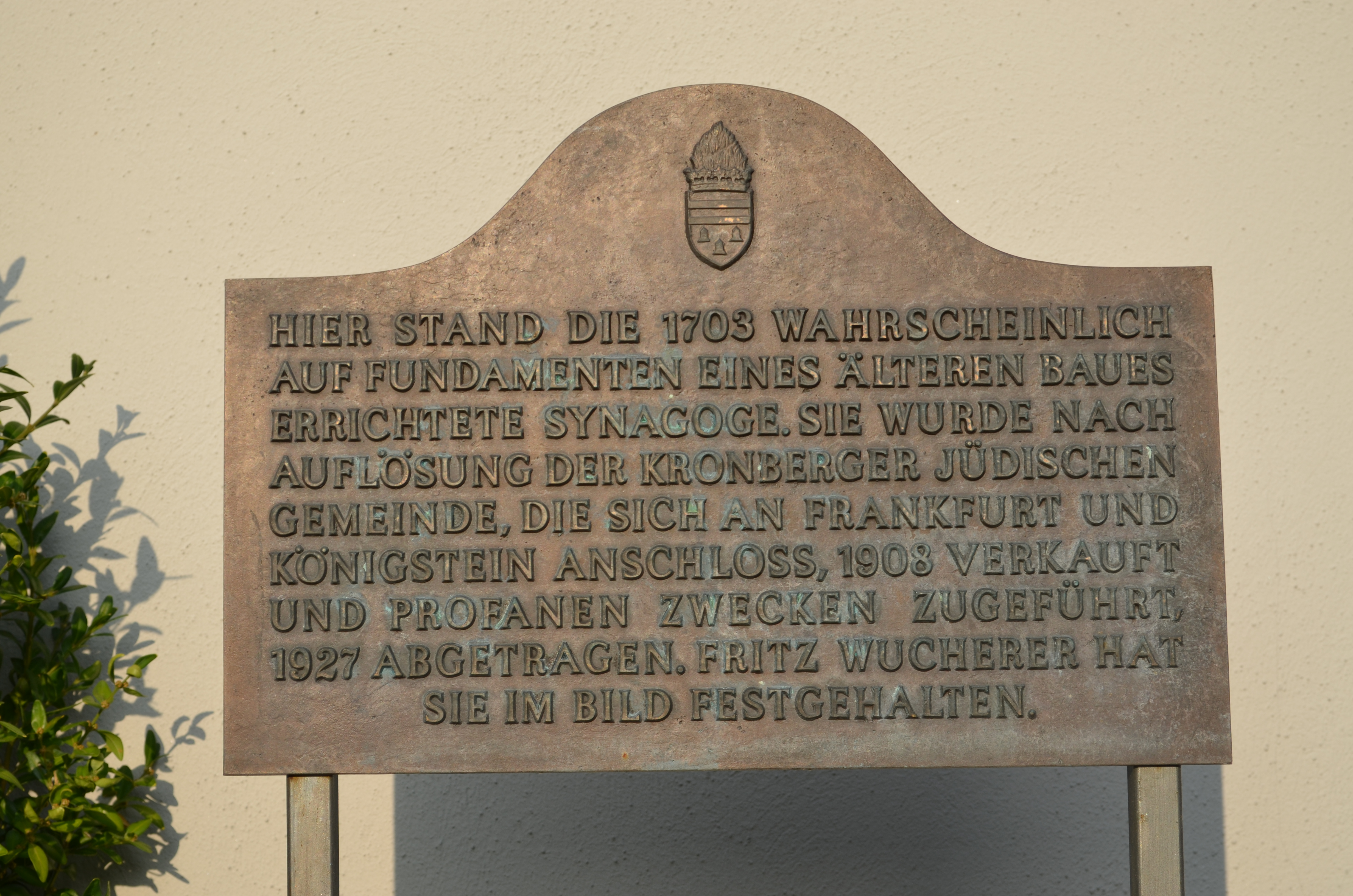
Bronzetafel

Die Synagoge in Kronberg im Taunus, einer Gemeinde im Hochtaunuskreis in Hessen, wurde vermutlich in der zweiten Hälfte des 17. Jahrhunderts errichtet. Die Synagoge stand in der Mauerstraße mit Eingang von der Kleinen Mauerstraße (bis 1935 Synagogenstraße).

## Geschichte
Der Betraum hatte etwa 30 Sitzplätze. Bis um 1900 fanden noch regelmäßig Gottesdienste statt, bis um 1910 nur noch zu besonderen Anlässen. 
Das Synagogengebäude, ein zweigeschossiger Fachwerkbau, wurde von der jüdischen Gemeinde verkauft und 1926/27 vom neuen Besitzer wegen Baufälligkeit abgebrochen.
Eine Bronzetafel am Haus Mauerstraße 6a erinnert an die Synagoge.